# كريسبوس (شخصية)
فلافيوس يوليوس كريسبوس (ت.326) أول أبناء قسطنطين الأول من زوجته منرفينا.

## حياته ونشأته
لا يعرف مكان ولادة كريسبوس على التحديد ولا تاريخ ميلاده، ولكن يرجّح الباحثون أنّه قد ولد بين العامين 299 و 305. وكانت أمّه منرفينا إمّا جارية عند قسطنطين أو زوجة له، ولا يعرف الكثير كذلك عنها.
في العام 307 دخل قسطنطين في حلف مع قياصرة إيطاليا وتعزّز هذا الحلف وتمكّن حين قام قسطنطين بالزواج من فاوستا ابنة ماكسيميان وأخت ماكسنتيوس.
كان لزاوج قسطنطين من فاوستا أثر على علاقته بزوجته الأولى وابنه كريسباس، خاصّة أنّ زواجه من فاوستا كان يقتضي الطلاق منها مينرفينا، وذلك بأمر خطّي منه نفسه، وهو أمر لم يحدث كما تذكر المصادر التاريخية.
بالرغم من كل شيء، كان كريسبوس مقرّبًا ومحبوبًا من أبيه، وعهد إلى معلمين مسيحيين بتعليه وعلى رأسهم لاكتانتيوس والذي بدأ بتعليمه قبل العام 317.

## إعدامه
في العام 326 أمر قسطنطين بإجراء محاكمة لابنه في منطقة تدعى بولا، وحكم عليه بالإعدام. وبعدها بفترة قصيرة أصدر قسطنطين توجيهاته كذلك بقتل فاوستا، حيث قتلت خنقًا في حمّام ساخن.
تختلف المصادر حول سبب إعدام كريسبوس، وتذهب بعض الروايات إلى أنّ فاوستا، زوجة أبيه، كانت شديدة الغيرة منه، وفي يوم من الأيّام حاولت أن توقع به وهو في القصر فنادته وراودته عن نفسه، ولكنّه غضب ورفض وخرج من القصر، فلمّا سأل عنه أبوه أخبرته فاوستا أنّه حاول أن يغتصبها فضربته وولّى خارجًا، فما كان من قسطنطين حسب الرواية إلا أن أمر بإعدامه، وحين اكتشف الحقيقة بعد فترة قصيرة أمرَ بقتل فاوستا. هنالك رواية أخرى تذهب إلى أنّ فاوستا وكريسبوس كانا يخططان للانقلاب على قسطنطين، ولكنّها قصّة يرفضها معظم المؤرخين.